# Typ 16 (Radpanzer)
Der Typ 16 (japanisch 16式機動戦闘車 Hitoroku shiki kidō sentōsha, deutsch ‚Mobiles Kampffahrzeug Typ 16‘, englisch Type 16 maneuver combat vehicle) ist ein achträdriger (8×8) Radpanzer aus japanischer Produktion.

## Allgemeines
Das Typ 16 MCV rüstet ausgewiesene Kampfeinheiten der Japanischen Boden-Selbstverteidigungsstreitkräfte (JGSDF). aus. Aufgrund seines geringen Gewichts und der kompakten Größe ist es für eine einfache Verlegung (bei Bedarf auch per Flugzeug) konzipiert, was eine schnelle Bewegung auf engen Straßen und in städtischen Gebieten bei verschiedenen Einsatzszenarien ermöglicht. Trotz seiner geringen Größe und leichten Panzerung kann es erfolgreich viel größere gepanzerte Fahrzeuge sowie Personal angreifen, indem es seine großkalibrige Kanone einsetzt.

## Entwurf
Von MCVs wurde erwartet, dass sie hoch funktional seien und auch auf Transportflugzeuge vom Typ Kawasaki C-2 geladen werden können. Die Japanischen Maritimen Selbstverteidigungsstreitkräfte sind darauf spezialisiert, Transportmittel für den Seetransport eigenständig zu sichern. Einheiten des Typ 16 können mit diesen Schiffen transportiert und zu den Okinawa-Inseln gebracht werden.
Die Hauptbewaffnung wird manuell geladen, um Kosten zu sparen. Einige Kritiker haben Bedenken bezüglich der Effektivität geäußert, da die manuelle Beladung die Besatzung unter heißen Bedingungen belasten kann, da das Fahrzeug über keine Klimaanlage verfügt.
Im Jahr 2009 wurden Widerstandstests des Schutzes gegen HEAT-Granaten unter Verwendung des Carl Gustav M2 durchgeführt. Der Frontschutzschild wurde entwickelt, um Beschuss durch 20-mm- bis 30-mm-Automatikkanonen zu widerstehen, während die Seitenpanzerung als ausreichend bewertet wurde, um dem Feuer von schweren Maschinengewehren im Kaliber 14,5 mm zu widerstehen.

## Geschichte
Das erste Konzept für ein japanisches Radchassis mit einer 105-mm-Kanone erschien 2003 im Rahmen des Programms 'Future Combat Vehicle' (将来装輪戦闘車両). Das Programm konzentrierte sich auf ein universelles Radchassis, auf das eine Vielzahl von Bewaffnungen, darunter eine 40-mm-CTA-Kanone, ein 120-mm-Mörsersystem, eine 155-mm-Haubitze und eine 105-mm-Kanone, montiert werden können sollte. Das Programm 'Future Combat Vehicle' wurde aufgrund der Entwicklungskosten eingestellt, aber das Konzept für die 105-mm-Kanone wurde im Rahmen des 'Light Combat Vehicle Program' weiterverfolgt.
Das LCV-Programm war eine Technologiedemonstration zur Erkundung der Machbarkeit verschiedener Konzepte, die möglicherweise in die Entwicklung des MCV integriert werden sollten. Dazu gehören Widerstand gegen IEDs und Minen, Einzelmotoren in den Rädern, Lufttransportierbarkeit in einem C-2 und Lockheed C-130 Hercules, passive hydro-pneumatische Federung zur Reduzierung des Rückstoßes und eine Doppelwirkungs-Kanone mit geringem Rückstoß, die sowohl indirektes als auch direktes Feuer bieten kann. Die ursprünglichen Entwürfe für das LCV sahen ein 6x6-Design vor, aber dieses Konzept wurde zugunsten eines 8x8-Designs für das MCV verworfen. Weitere Konzepte, die beim Typ 16 weggelassen wurden, umfassen die In-Rad-Motoren, den Transport im C-130 und die Fähigkeit zum indirekten Feuer der Hauptkanone. Der Widerstand gegen IEDs/Anti-Panzer-Minen wurde zu einer optionalen Platte für das Fahrwerk, die die Besatzungen des Typ 16 speziell für ihr Fahrzeug bestellen können. Nachdem das Konzept als machbar bestätigt wurde, begann die Arbeit an der Entwicklung eines neuen Fahrzeugs, das die Erkenntnisse aus dem LCV-Projekt integrieren sollte.
Das Technische Forschungs- und Entwicklungsinstitut des japanischen Verteidigungsministeriums hatte seit 2008 mehrere Prototypfahrzeuge entwickelt. Am 9. Oktober 2013 wurde der vierte Prototyp vorgestellt, der zunächst als „mobiles Kampfgerät“ bezeichnet wurde. Die Abnahmetests durch die JGSDF sollten 2014 oder 2015 beginnen, mit einer ersten operativen Einführung durch die JGSDF, die für 2016 geplant war. Ursprünglich war geplant, bis Ende des Geschäftsjahres 2018 insgesamt 99 MCVs einzuführen. Der Name des Fahrzeugs wurde in der zweiten Hälfte des Jahres 2011 in „Maneuver Combat Vehicle“ geändert.
Für das Geschäftsjahr 2016 hat das Verteidigungsministerium Mittel für 36 MCVs beantragt, die in den Dienst der 8. Division in Kumamoto und der 14. Brigade in Zentsūji gestellt werden sollen. Beide Formationen sind für eine Umstellung auf schnelle Eingreiftruppen vorgesehen (obwohl diese Pläne, ebenso wie die ursprünglichen Pläne für das MCV, Mitte 2015 überprüft und möglicherweise erheblich überarbeitet wurden). Die Absicht ist, dass das MCV sowohl als schnelles Eingreifmittel gegen konventionelle Eindringlinge auf den äußeren Inseln als auch als Gegenaufstandsfahrzeug gegen asymmetrische Angriffe in städtischen Gebieten Japans durch feindliche Spezialkräfte, Nachrichtendienstmitarbeiter oder deren Stellvertreter eingesetzt wird.
Das MCV war Teil einer neuen Strategie für gepanzerte Fahrzeuge, die leichte, lufttransportierbare Feuerkraft priorisierte. Ursprünglich war vorgesehen, die Anzahl der Hauptkampfpanzer von 760 auf 390 zu reduzieren, wobei die verbleibenden Panzer hauptsächlich auf den Hauptinseln Japans, Hokkaido und Kyushu, konzentriert werden sollten. Es sollten etwa 200–300 MCVs beschafft werden, die nach Bedarf per Lufttransport auf die Inseln verlegt werden könnten. Die Idee war, dass das kleinere, leichtere und schnellere MCV schneller verlegt werden kann als Panzer, um die äußeren Inseln besser zu verteidigen. Dies stellte einen Wandel in der japanischen Panzerfahrzeugstruktur dar, von einer, die zur Abwehr einer sowjetischen Invasion aus dem Norden konzipiert war, hin zu einer mobileren Streitmacht, die möglicherweise zur Verteidigung gegen eine chinesische Invasion der südlichen Inselkette ausgerichtet ist.
Das MCV sollte dazu beitragen, bestehende Divisionen und Brigaden, die in mobile (schnelle Eingreif-)Divisionen/Brigaden umstrukturiert werden, neu auszustatten, sowie neue spezialisierte schnelle Eingreifregimenter zu bewaffnen, neben dem (eventuell) ebenfalls für die Verteidigung der äußeren Inseln konzipierten Leichtkampf-Fahrzeugsystem (LCV).
Am 15. März 2023 kündigte die ATLA an, dass 250 MCVs in den Dienst der JGSDF gestellt werden.

## Einheiten
- Japanische Boden-Selbstverteidigungsstreitkräfte
  -  Nördliche Armee
    -  11. Brigade
      - 10. Schnelle Eingreifregiment

    -  2. Division
      - 3. Schnelle Eingreifregiment[10]

  - Nordöstliche Armee
    -  6. Division
      - 22. Schnelle Eingreifregiment

  -  Östliche Armee
    -  1. Division
      - 1. Aufklärungs-Kampfbataillon[11]

  -  Zentrale Armee
    -  14. Brigade
      - 15. Schnelle Eingreifregiment

  -  Westliche Armee
    -  4. Division
      - 4. Aufklärungs-Kampfbataillon

    -  8. Division
      - 42. Schnelle Eingreifregiment

  -  JGSDF Fuji Schule
    - JGSDF Fuji-Schule (Kombinierte Ausbildung) Brigade
      - Gepanzerte (Fortgeschrittene) Ausbildungseinheit

## Bestellungen
Dies ist die Übersicht der Bestellungen nach Geschäftsjahr: 
| Jahr           | Kosten (¥ Milliarden) | Variante des allgemeinen taktischen Radfahrzeugs | Variante des allgemeinen taktischen Radfahrzeugs | Variante des allgemeinen taktischen Radfahrzeugs | Variante des allgemeinen taktischen Radfahrzeugs | Anmerkungen   |
| Jahr           | Kosten (¥ Milliarden) | MCV (Manöverkampfgerät) 105 mm                   | ICV (Infanteriekampfgerät) 30 mm                 | MMCV (Mörsermobiles Kampfgerät) 120 mm           | RCV (Aufklärungs-Kampffahrzeug) 30 mm            | Anmerkungen   |
| -------------- | --------------------- | ------------------------------------------------ | ------------------------------------------------ | ------------------------------------------------ | ------------------------------------------------ | ------------- |
| 2024           | ¥ 24.2                | —                                                | 24                                               | —                                                | —                                                | [ 8 ]         |
| 2024           | ¥ 8.0                 | —                                                | —                                                | 8                                                | —                                                | [ 8 ]         |
| 2023           | ¥ 13.6                | 26                                               | —                                                | —                                                | —                                                | [ 12 ]        |
| 2022           | ¥ 23.7                | 33                                               | —                                                | —                                                | —                                                | [ 12 ]        |
| 2021           | ¥ 15.8                | 22                                               | —                                                | —                                                | —                                                | [ 12 ] [ 11 ] |
| 2020           | ¥ 27.3                | 33                                               | —                                                | —                                                | —                                                | [ 12 ]        |
| 2019           | ¥ 2.35                | —                                                | 1                                                | 1                                                | 1                                                | Prototypen    |
| Gesamtvariante | —                     | 114                                              | 25                                               | 9                                                | 1                                                | —             |
| Gesamt Typ 16  | ¥ 114.95              | 149                                              | 149                                              | 149                                              | 149                                              | —             |